# Ormoc
Ormoc ist eine Stadt in den Philippinen in der Provinz Leyte. Sie war die erste Stadt des Inselstaates, die politisch nicht der Provinz angehört, in der sie sich geographisch befindet. Ormoc ist ein wirtschaftlicher, kultureller und kommerzieller Verkehrsknotenpunkt im Westen der Insel Leyte.

## Namensherkunft
Vor der Ankunft des portugiesischen Navigators Ferdinand Magellan im Jahre 1521 lebten in dieser Gegend eine Handvoll malaiischer Familien in einer kleinen Siedlung mit dem Namen Ogmok. Dies war ein alter Begriff, der aus dem Dialekt Visayan stammte und ein Tiefland oder eine niedrige Ebene bezeichnete. Ogmok war zudem der Name einer Quelle, die sich zwischen den heutigen Ortsteilen Donghol und Mahayag befand. Der Name Ormoc ist womöglich eine Abwandlung dieser originalen Bezeichnung und etablierte sich später mit der Ankunft der spanischen Konquistadoren und der Einwanderung von Völkern aus benachbarten Orten und Inseln, die sich in der fruchtbaren Ebene niederließen.

## Geographie
Ormoc ist eine Hafenstadt und die größte Stadt in Leyte, gemessen an der Fläche. Sie ist zudem die flächenmäßig zweitgrößte Stadt in dem Bezirk Eastern Visayas nach Calbayog auf Samar. Die Bucht von Ormoc umschließend, präsentiert sich das Terrain der Stadt hauptsächlich als eine von Hügeln eingerahmte Ebene. Das Stadtgebiet ist umgeben von den Orten Matag-ob und Merida im Nordwesten, von Kananga im Norden, von den Gemeinden Jaro, Pastrana und Dagami im Nordosten sowie von Albuera im Süden.
Hohe Berge trennen Ormoc von dem östlichen Teil der Insel Leyte, die von zahllosen Bächen und Strömen durchflossen wird, zu denen der Bao River im Norden, der Pagsangahan River im Osten, der Bagong-bong River und der Panilahan River im Süden sowie die Flüsse Anilao und Malbasag River gehören, die entlang der östlichen und westlichen Flanke des Stadtzentrums verlaufen.
Der größte Bergzug, dessen höchste Gipfel mehr als 1.000 m über die Meeresoberfläche hinaus ragen, erstreckt sich im Osten der Stadt. Dort befinden sich auch die heißen Quellen von Tongona und der Danao-See.

## Sprache und Religion
Die Menschen von Ormoc nennen sich selbst Ormocanons und verwenden als Sprachmittel mehrheitlich, mit einem Anteil von 98,34 %, den Dialekt Cebuano (oder Kana, wie die Mundart in Leyte und Southern Leyte oft genannt wird). Sie besitzen deshalb auch einen direkteren Bezug zu der Insel Cebu als zu ihren Nachbarn im Ostteil von Leyte selbst. Weitere Sprachen innerhalb des Stadtgebietes sind Tagalog mit 0,68 % und Wáray-Wáray mit 0,55 %.
Wie die meisten Filipinos sind die Bewohner von Ormoc überwiegend Römisch-Katholisch (85 %) und zelebrieren alljährlich am 28. und 29. Juni ein Fest zu Ehren der Schutzheiligen Peter und Paul. Es folgen die Anhänger der Protestanten mit 3,2 %, die Glaubensgemeinschaft der Iglesia ni Cristo mit 2,78 % und die Baptisten mit 2,11 %.

## Wirtschaft

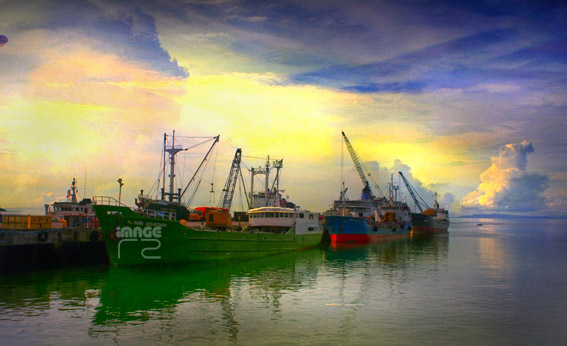
Das Pier von Ormoc

Die Wirtschaft von Ormoc basiert auf einer Mischung aus Agrarwirtschaft, Aquakultur, Industrie, Tourismus und kommerzieller Dienstleistung. Die Landwirtschaft nimmt dabei mit einem Flächenbedarf von 56,64 % den größten Stellenwert ein. 32,38 % des Stadtgebietes ist bewaldet, während 5,75 % bebaut ist. Der Rest besteht aus Mangrovenwäldern, Sumpflandschaften und offenen Grasflächen.
Hervorzuheben ist die geothermische Energiegewinnung im Ortsteil Tongoan, dessen Erdwärmekraftwerk einen Teil des Energiebedarfs des Landes deckt und die industriewirtschaftliche Entwicklung der Stadt vorantreibt. Im Ortsteil Isabel ist der Standort des Philippine Phosphate Fertilizer Plant, der größten Produktionsstätte für Düngemittel in Asien, wie auch dort die Philippine Associated Smelter and Refining Company, die größte Anlage zur Herstellung von reinem Kupfer beheimatet ist.
Ormoc hat von 1995 an bis heute immer wieder den Preis der saubersten und grünsten Stadt des DILG (Ministerium für Inneres und Lokalregierung) in Folge gewonnen und belegte in einem Wettbewerb der konkurrenzfähigsten Städte der Philippinen im Jahr 2005 den ersten Platz in der Kategorie der kleinen Städte.

## Baranggays
Ormoc ist politisch unterteilt in insgesamt 110 Baranggays (Ortsteile).
| - Alegria - Bagong - Labrador (Balion) - Bantigue - Batuan - Biliboy - Borok - Cabaon-an - Cabulihan - Cagbuhangin - Can-adieng - Can-untog - Can-alo - Catmon - Cogon Combado - Concepcion - Curva - Danao - Dayhagan - Barangay 1 (Pob.) - Barangay 2 (Pob.) - Barangay 3 (Pob.) - Barangay 4 (Pob.) - Barangay 5 (Pob.) - Barangay 6 (Pob.) - Barangay 7 (Pob.) - Barangay 8 (Pob.) - Barangay 9 (Pob.) - Barangay 10 (Pob.) | - Barangay 11 (Pob.) - Barangay 12 (Pob.) - Barangay 13 (Pob.) - Barangay 14 (Pob.) - Barangay 15 (Pob.) - Barangay 16 (Pob.) - Barangay 17 (Pob.) - Barangay 18 (Pob.) - Barangay 19 (Pob.) - Barangay 20 (Pob.) - Barangay 21 (Pob.) - Barangay 22 (Pob.) - Barangay 23 (Pob.) - Barangay 24 (Pob.) - Barangay 25 (Pob.) - Barangay 26 (Pob.) - Barangay 27 (Pob.) - Barangay 28 (Pob.) - Barangay 29 (Pob.) - Dolores - Domonar - Don Felipe Larrazabal - Donghol - Esperanza - Hibunawon - Hugpa - Ipil - Lao | - Libertad - Liloan - Linao - Mabini - Macabug - Magaswi - Mahayag - Mahayahay - Manlilinao - Margen - Mas-in - Matica-a - Milagro - Monterico - Nasunogan - Naungan - Nueva Vista - Patag - Punta - Quezon, Jr. - Rufina M. Tan - Sabang Bao - Salvacion - San Antonio - San Isidro - San Jose - San Juan - San Vicente | - Santo Niño - San Pablo (Simangan) - Sumangga - Valencia - Airport - Cabintan - Camp Downes - Gaas - Green Valley - Licuma - Liberty - Leondoni - Nueva Sociedad - Tambulilid - Tongonan - Don Potenciano Larrazabal - Kadaohan - Guintigui-an - Danhug - Alta Vista - Bagong Buhay - Bayog - Doña Feliza Z. Mejia - Juaton - Luna - Mabato |

## Geschichte
Einige einfache malaiische Gruppen hatten bereits gut entwickelte Handelsbeziehungen zu China, Java und Indonesien, die die Insel Leyte mit ihren Dschunken, Vintas und Segelbooten immer wieder frequentierten. Der spanische Historiker Pigafetta erwähnte den Ort Ogmok in seinen Chroniken als einer der Plätze, die Ferdinand Magellan im März 1521 auf der Suche nach Wasser und Vorräten besucht haben soll.
Am 16. Juli 1595 kamen einige jesuitische Missionare nach Leyte und im Mai 1597 gründeten Vater Alonso Rodriguez und Leonardo Scelsi eine Mission in Ormoc. Seit dieser Zeit gilt dieser Ort als christianisiert. Als Küstenortschaft wurde Ormoc immer wieder von Moro-Piraten attackiert und überfallen. Um die Piraterie und die Räuberei zu bekämpfen, installierten die malaiischen Bewohner der Ortschaften Ogmok, Baybay und Palompon (dem Ormoc ursprünglich angehörte) ein Kommunikationssystem, das aus Beobachtungstürmen bestand, von denen aus die Entdeckung eines feindlichen Schiffes durch Läufer weitergemeldet wurde und schließlich die Einheimischen frühzeitig vor den Eindringlingen zu warnen vermochte.
Im Frühjahr 1634 entführte der Herrscher von Sulu, Raja Bungsu, 300 Einheimische von Ormoc, nachdem er einen Feldzug in Camarines erfolgreich abgeschlossen hatte. Um die Bevölkerung zukünftig vor solchen Überfällen zu schützen, konstruierte der Jesuit Juan del Carpio einige Befestigungsanlagen, die jedoch bereits vor ihrer Fertigstellung von den Maguindanaos angegriffen wurden. Am 3. Dezember 1634 drang der Herrscher Katsil Kunalat (Kudarat) in Ormoc ein, nachdem er zuvor die Ortschaften Sogod, Kabalian, Kanamokan (heute Inopacan) und Baybay geplündert und gebrandschatzt hatte. Fünfzig tapfere Einwohner stellten sich der Armee entgegen, hatten der Überlegenheit in Anzahl und Bewaffnung jedoch nichts entgegenzusetzen. So fielen die Verteidiger bis auf den letzten Mann innerhalb ihrer teilweise fertiggestellten Befestigungen, wobei auch Carpio den Tod fand.
Im Jahre 1768 übernahmen die Augustiner die Missionen in Leyte, nachdem die Jesuiten aus dem Land ausgewiesen worden waren. Am 26. Februar 1834 wurde Ormoc von dem Ort Palompon abgespalten und zu einer eigenständigen Gemeinde ernannt. Im folgenden März wurde Ormoc zu einer eigenen katholischen Kirchengemeinde geweiht.
Bereits kurze Zeit nach Ausbruch der Philippinischen Revolution im August 1896 wurde Leyte für einige Monate von der neu gegründeten Revolutionsregierung unter General Vicente Lukban in Besitz genommen. Nach den folgenden amerikanischen Siegen gegen die Spanier im Spanisch-Amerikanischen Krieg und später gegen die Filipinos im Philippinisch-Amerikanischen Krieg, wurde am 22. April 1901 eine von den Amerikanern kontrollierten Zivilregierung auf Leyte eingesetzt. Zu dieser Zeit organisierte ein Ormocanon namens Faustino Ablen die Pulahanes-Bewegung, eine Widerstandsgruppe, die von den Amerikanern jedoch bald zerschlagen wurde, aber Ablen einen Platz in den Heldenchroniken der Stadt einbrachte.
Nach dem Ausbruch des Zweiten Weltkrieges im Pazifikraum besetzte die japanische Armee am 25. Mai 1942 die Provinz Leyte. Bald organisierten sich Einheiten zum Widerstand gegen die Besatzung und vereinigten sich mit den Streitkräften von Western Leyte. Am 6. November 1944 fand die bedeutende Schlacht im Ormoc-„Korridor“ statt, ein Angriff amerikanischer und philippinischer Verbände, die in drei Spitzen vorstießen, die Linien von General Yamashita einkreisten und schließlich unter Kontrolle brachte. Die amerikanische 77. Division landete am 7. Dezember bei Deposito, etwa 3 Meilen südlich von Ormoc, übernahm am 9. Camp Downer, einen ehemaligen Polizeiposten in der Nähe der Stadt und stieß am folgenden Tag trotz gegnerischen Widerstandes in die Stadt vor. Am 31. Dezember befand sich Leyte vollständig unter alliierter Kontrolle.
Der Republik Act Nr. 179, der von dem Kongressabgeordneten Dominador Tan eingebracht wurde und am 21. Juni 1947 Anerkennung fand, erhob Ormoc schließlich in den Status einer Stadt. Der spätere Präsident der philippinischen Republik Manuel A. Roxas rief am 4. September 1947 das Stadtrecht offiziell aus. Mit Wirkung der Presidential Proclamation Nr. 42 wurde Ormoc am 20. Oktober 1947 formell als Stadt eingeweiht, genau drei Jahre nach der berüchtigten Invasion auf Leyte, die das Ende der japanischen Besatzung der Philippinen einläutete.
Am 5. November 1991 wurde die Region um Ormoc von dem Tropischen Sturm Thelma heimgesucht (lokal mit dem Namen Uring versehen). Dieser brachte Sturzfluten und Erdrutsche mit sich, denen etwa 6.000 Menschen zum Opfer fielen. Aufgrund der starken Niederschlagsmengen von über 150 mm pro Stunde kam es zu einer Blitzflut, die maßgebend das Gebiet um Ormoc traf. Die meisten der Todesopfer musste Ormoc beklagen, dessen Gemarkung durch dieses Naturphänomen zu dreiviertel zerstört wurde.

## Klima
Das Stadtgebiet erlebt alljährlich eine intensive Regenperiode in den Monaten Juni bis Februar. Die durchschnittlichen monatlichen Temperaturen im Westen von Leyte liegen zwischen 21,1 °C und 34 °C. Die heißesten Monate sind hierbei zwischen Januar und Mai zu erwarten.

## Sehenswürdigkeiten
- Das Leyte Mountain Trail (Bergpfad von Leyte)
- Der Danao-See (Lake Danao)
- Der Tongonan Hotsprings National Park.
- Der Centennial Park